# Paul Delos Boyer
Paul Delos Boyer (Provo, 31 de julho de 1918 - 2 de junho de 2018) foi um químico estadunidense que foi laureado com o Nobel de Química de 1997, juntamente com John Ernest Walker, por pesquisas sobre o "mecanismo enzimático subjacente à biossíntese do trifosfato de adenosina" (ATP sintase). A outra metade do prêmio foi concedida ao químico dinamarquês Jens Christian Skou, pela descoberta da bomba de sódio.

## Carreira acadêmica
Depois que Boyer recebeu seu Ph.D. formado em bioquímica pela University of Wisconsin–Madison em 1943, ele passou anos na Universidade Stanford em um projeto de pesquisa relacionado à guerra dedicado à estabilização da albumina sérica para transfusões. Ele começou sua carreira de pesquisa independente na Universidade de Minnesota e introduziu métodos cinéticos, isotópicos e químicos para investigar mecanismos enzimáticos. Em 1955, ele recebeu uma bolsa Guggenheim e trabalhou com o professor Hugo Theorell no mecanismo da álcool desidrogenase. Em 1956, ele aceitou o cargo de professor da Hill Foundation e mudou-se para o campus médico da Universidade de Minnesota. Em 1959-1960, ele atuou como Presidente da Seção de Bioquímica da American Chemical Society (ACS) e em 1969-1970 como Presidente da American Society of Biological Chemists.
Desde 1963, ele era professor do Departamento de Química e Bioquímica da Universidade da Califórnia, em Los Angeles. Em 1965, ele se tornou o Diretor Fundador do Instituto de Biologia Molecular e liderou a construção do prédio e a organização de um Ph.D. interdepartamental. programa. Este serviço institucional não diminuiu a criatividade e originalidade de seu programa de pesquisa, o que levou a três postulados para o mecanismo de ligação para a síntese de ATP - que a entrada de energia não era usada principalmente para formar ATP, mas para promover a ligação de fosfato e principalmente a liberação de ATP fortemente ligado; que três sítios catalíticos idênticos passaram por mudanças de ligação obrigatórias e sequenciais; e que as mudanças de ligação das subunidades catalíticas, dispostas circularmente na periferia da enzima, eram impulsionadas pela rotação de uma subunidade interna menor.
Paul Boyer foi Editor ou Editor Associado da Revisão Anual de Bioquímica de 1963-1989. Foi editor da série clássica "The Enzymes". Em 1981, ele foi Professor de Pesquisa na UCLA. No mesmo ano, ele foi premiado com a prestigiosa Medalha Tolman pela Seção do Sul da Califórnia da American Chemical Society.

## Morte
Boyer morreu de insuficiência respiratória em 2 de junho de 2018 aos 99 anos, menos de dois meses antes de seu 100º aniversário em sua casa em Los Angeles.

## Obras
- Dahms, A. S. & P. D. Boyer. "Occurrence and Characteristics of {sup 18}O-exchange Reactions Catalyzed By Sodium- and Potassium-dependent Adenosine Triphosphatases", University of California Los Angeles (UCLA), Departamento de Energia dos Estados Unidos (através da agência predecessora a Atomic Energy Commission), (1972).
- Kanazawa, T. & P. D. Boyer. "Occurrence and Characteristics of a Rapid Exchange of Phosphate Oxygens Catalyzed by Sarcoplasmic Reticulum Vesicles", University of California Los Angeles (UCLA), Departamento de Energia dos Estados Unidos (através da agência predecessora a Atomic Energy Commission), (1972).
- Boyer, P. D. "Isotopic Studies on Structure-function Relationships of Nucleic Acids and Enzymes. Three Year Progress Report, May 1972 — October 1975", University of California Los Angeles (UCLA), Departamento de Energia dos Estados Unidos (através da agência predecessora, a Energy Research and Development Administration), (1975).
- Boyer, P. D. "Energy Capture and Use in Plants and Bacteria. Final Technical Report", University of California Los Angeles (UCLA), Departamento de Energia dos Estados Unidos, (Dez. 31, 1993).